# Кадлец, Петр
Петр Кадлец (чеш. Petr Kadlec; 5 января 1977, Прага, Чехословакия) — бывший чешский хоккеист, защитник. Чемпион Чехии по хоккею 2003 и 2008 годов. Рекордсмен чешской Экстралиги по количеству проведённых матчей (1250). Завершил карьеру после окончания сезона 2017/18.

## Карьера
Петр Кадлец провёл всю свою карьеру в Чехии, выступая на протяжении 23 сезонов в Экстралиге за две команды: «Славия Прага» (18 сезонов) и «Пльзень» (5 сезонов). Всего завоевал в Экстралиге 10 медалей (2 золотые, 3 серебряные и 5 бронзовых).
C 1998 по 2008 год играл за сборную Чехии, в том числе на чемпионате мира 2003 года, где чешская сборная остановилась в шаге от медалей, заняв 4 место.
2 ноября 2019 года перед домашним матчем пражской «Славии» свитер с номером 7, под которым играл Петр Кадлец, был вывешен под свод арены.

## Достижения
- Чемпион Чехии 2003 и 2008
- Серебряный призёр чемпионата Чехии 2004, 2006 и 2009
- Бронзовый призёр чемпионата Чехии 2000, 2010, 2013, 2016 и 2018
- Лучший защитник Экстралиги 2003

## Статистика
- В чешской Экстралиге всего провёл 1250 игр (рекорд за свою историю), набрал 590 очков (104 шайбы + 486 передач)
- За сборную Чехии провёл 53 игры, набрал 13 очков (3+10), в том числе на ЧМ-2003 — 9 игр, 7 очков (1+6)